# Alex Meier
Alexander „Alex“ Meier (* 17. Januar 1983 in Buchholz in der Nordheide) ist ein ehemaliger deutscher Fußballspieler und heutiger -trainer. Der Stürmer, der auch im offensiven Mittelfeld eingesetzt werden konnte, spielte die meiste Zeit seiner Profikarriere bei Eintracht Frankfurt. Mit den Hessen stieg er zweimal in die Bundesliga auf und erreichte dreimal das Finale des DFB-Pokals. Der Titelgewinn 2018 war der größte Erfolg seiner Karriere. Außerdem wurde Meier 2015 Torschützenkönig in der Bundesliga sowie 2012 in der 2. Bundesliga. Zuletzt stand Meier in Australien bei den Western Sydney Wanderers unter Vertrag.
Zur Saison 2020/21 begann er in der Nachwuchsabteilung von Eintracht Frankfurt eine Trainerkarriere und fungiert derzeit als Co-Trainer von Frankfurts zweiter Mannschaft. 2021 wurde Meier zudem Markenbotschafter der Eintracht.

## Spielerkarriere

### Vereine

#### 1988–2004: Jugend und erste Profijahre in Hamburg
Geboren und aufgewachsen in Buchholz in der Nordheide, spielte Meier in seiner Jugend bei mehreren Vereinen in der Umgebung Hamburgs, unter anderem auch fünf Jahre beim TSV Buchholz 08. Mit zwölf Jahren wechselte er in die Jugendabteilung des Hamburger SV. Zu diesem kehrte er nach einem Jahr beim MSV Hamburg zurück.
Zur Saison 2001/02 wechselte Meier zum FC St. Pauli, für den er am 19. April 2002 (32. Spieltag) bei einer 0:4-Niederlage im Hamburger Stadtderby gegen den Hamburger SV zu seinem ersten Einsatz in der Bundesliga kam. Am Ende der Saison stieg St. Pauli als Tabellenletzter in die 2. Bundesliga ab. In der Saison 2002/03 wurde Meier Stammspieler und erzielte in 23 Spielen sieben Tore. Nach dem Abstieg des FC St. Pauli in die Regionalliga Nord kehrte er zum Hamburger SV zurück, kam allerdings in der Saison 2003/04 nur in vier Spielen zum Einsatz.

#### 2004–2018: Legende bei Eintracht Frankfurt

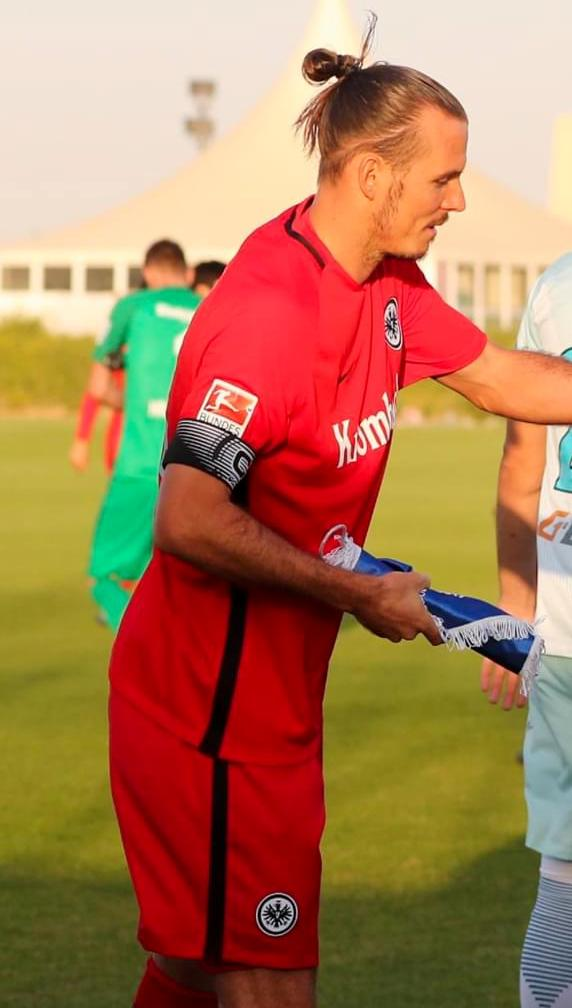
Meier vor einem Freundschaftsspiel gegen Zenit Sankt Petersburg (2017)

2004 wurde Meier an Eintracht Frankfurt in die 2. Bundesliga ausgeliehen, bei der er sich einen Stammplatz erkämpfte und mit seinen Toren gegen Ende der Saison zum Aufstieg beitrug. Zu Beginn der Saison 2005/06 wurde er endgültig vertraglich an die Frankfurter gebunden. Mit der Frankfurter Eintracht spielte er bis 2011 entweder gegen den Abstieg oder im Mittelfeld, dabei erreichte er mit der SGE im ersten Jahr nach dem Aufstieg in die Bundesliga das Finale im DFB-Pokal, in dem die Hessen mit 0:1 gegen den FC Bayern München verloren. Nachdem die Eintracht zur Winterpause der Saison 2010/11 auf dem siebten Platz gestanden hatte – drei Punkte von einem Europapokalplatz entfernt –, stieg sie zum Saisonende unerwarteterweise in die 2. Bundesliga ab. In der Saison 2011/12 kam Meier auf 31 Liga-Einsätze für die Frankfurter und erzielte dabei 17 Treffer, womit er zusammen mit Nick Proschwitz und Olivier Occéan Torschützenkönig der zweiten Liga wurde. Zu dieser Zeit entwickelte sich unter der Frankfurter Anhängerschaft der Beiname „Fußballgott“, der spätestens seit der Folgesaison regelmäßig skandiert und bei Toren des seit dem Abgang von Oka Nikolov dienstältesten Spielers zelebriert wurde. In der Bundesliga-Saison 2012/13 erzielte er 16 Tore und wirkte an der Qualifikation der Eintracht zur Europa League mit, in der er in der Folgesaison sieben Tore in neun Spielen erzielte und mit den Frankfurtern im Sechzehntelfinale am FC Porto scheiterte. Am 14. April 2015 wurde Meier an der Patellasehne operiert und stand der Eintracht bis zum Ende der laufenden Saison nicht mehr zur Verfügung. Mit 19 Toren in 26 Einsätzen wurde er in der Saison 2014/15 trotzdem noch Torschützenkönig der Bundesliga.
Vor der Saison 2015/16 wurde Meier zum Mannschaftskapitän ernannt. Bei seinem Comeback am 12. September 2015 erzielte er beim 6:2-Sieg im Heimspiel gegen den 1. FC Köln erstmals drei Tore in einem Bundesligaspiel.
Im Sommerurlaub nach der Saison 2016/17 verletzte sich Meier beim Joggen am Fuß und wurde daraufhin dreimal operiert. Außerdem erkrankte Meier im gleichen Zeitraum an Borreliose. Seinen einzigen Einsatz in der darauffolgenden Saison hatte er erst am vorletzten Spieltag, am 5. Mai 2018, gegen den Hamburger SV. Meier wurde in der 86. Minute eingewechselt und erzielte in der Nachspielzeit den 3:0-Endstand. Im Mai 2018 gewann er mit der Eintracht nach einem 3:1-Finalsieg gegen den FC Bayern München den DFB-Pokal, stand aber nicht im Finalkader der Frankfurter. Am 28. Mai 2018 gab die Vereinsführung bekannt, den zum 30. Juni 2018 auslaufenden Vertrag nicht verlängern zu wollen, sodass Meier nach 14 Jahren, 379 Pflichtspieleinsätzen mit 137 Toren und 55 Vorlagen, zwei Aufstiegen, einem Pokalsieg sowie zwei weiteren Finalteilnahmen, den Auszeichnungen als Torschützenkönig der 2. Bundesliga und der 1. Bundesliga sowie zwei Europapokal-Teilnahmen als Vereinslegende aus dem Mannschaftskader ausschied.

#### 2019: Rückkehr zum FC St. Pauli
Nach sechsmonatiger Vereinslosigkeit, in der er sich u. a. beim österreichischen Erstligisten FC Admira Wacker Mödling fit hielt, kehrte Meier Anfang Januar 2019 zum FC St. Pauli zurück. Er erhielt einen Vertrag bis zum Ende der Saison 2018/19 und ersetzte den langzeitverletzten Henk Veerman. Meier erzielte unter den Cheftrainern Markus Kauczinski und Jos Luhukay in 16 Zweitligaeinsätzen 6 Tore, darunter einen Doppelpack in seinem zweiten Spiel gegen den 1. FC Union Berlin. Nach Saisonende verließ er den Verein mit Ende seines Vertrags.

#### 2019–2020: Karriereausklang in Australien
Ende September 2019 schloss sich Meier den Western Sydney Wanderers an. Er unterschrieb beim australischen Erstligisten einen Vertrag bis zum Ende der Saison 2019/20 und traf dabei auf seinen ehemaligen Frankfurter Mitspieler Pirmin Schwegler sowie auf den deutschen Cheftrainer Markus Babbel. Bei seinem zweiten Einsatz, dem 2:1 bei Melbourne Victory, traf der in der Startelf stehende Meier zum 2:0. Nach zwölf absolvierten Ligaspielen (ein Tor, eine Vorlage) löste der Angreifer seinen Vertrag beim Tabellenachten Mitte Januar 2020 vorzeitig auf und kehrte nach Deutschland zurück. Ende Januar 2020 gab Meier das Ende seiner aktiven Karriere bekannt.
Am 31. August 2022 gab Meier in Frankfurt vor 32.000 Zuschauern sein Abschiedsspiel gegen aktuelle und ehemalige Eintracht-Spieler wie etwa Jay-Jay Okocha und Ioannis Amanatidis.

### Nationalmannschaft
Meier spielte zwischen August 2002 und Februar 2004 siebenmal in der deutschen U20-Nationalmannschaft (zwei Tore).
Meier kam am 17. Dezember 2002 beim 3:3 gegen Schottland zu seinem ersten von zwei Einsätzen für das Team 2006, eine vom DFB gebildete Perspektivmannschaft. Dabei erzielte er in der 60. Minute das Tor zur 2:1-Führung. Am 17. Mai 2006 debütierte er beim 2:2 gegen die Niederlande für die deutsche U21-Nationalmannschaft. Bei der U21-Europameisterschaft 2006 in Portugal stand er im Kader der deutschen Mannschaft und kam bei der 0:3-Niederlage gegen Frankreich im zweiten Gruppenspiel zu seinem zweiten und letzten Einsatz in der U21-Auswahl.
Alex Meier ist zusammen mit Lothar Kobluhn von Rot-Weiß Oberhausen, der 1971 Torschützenkönig wurde, und Fritz Walter vom VfB Stuttgart im Jahr 1992 einer von nur drei deutschen Torschützenkönigen der Bundesliga, die nie in die A-Nationalmannschaft berufen wurden.

## Erfolge
Eintracht Frankfurt
- Deutscher Pokalsieger: 2018
- Aufstieg in die Bundesliga: 2005, 2012

Persönliche Auszeichnungen
- Torschützenkönig
  - der Bundesliga: 2015 (19 Tore)
  - der 2. Bundesliga: 2012 (17 Tore)
- Mitglied der VDV 11: 2014/15

## Trainerkarriere
Zur Saison 2020/21 übernahm Meier als Co-Trainer an der Seite von Helge Rasche die C1-Junioren (U16) von Eintracht Frankfurt. Gemeinsam führte das Gespann die Mannschaft auf Rang 1 der Hessenliga, bis der Juniorenfußballspielbetrieb bundesweit aufgrund der COVID-19-Pandemie ab November 2020 auf unbestimmte Zeit ausgesetzt wurde. Inmitten dieser Saisonpause gab die Eintracht Mitte Januar 2021 Meiers vereinsinternen Wechsel in den Trainerstab von Jürgen Kramny bei den A-Junioren (U19), die in der A-Junioren-Bundesliga spielen, bekannt. Seit der Spielzeit 2022/23 ist Meier Co-Trainer von Frankfurts zweiter Mannschaft.